# أمين هويدي
أمين حامد هويدي (22 سبتمبر 1921 ـ 31 أكتوبر 2009) قائد عسكري وسياسي مصري، تولى رئاسة المخابرات العامة المصرية ووزارة الحربية في عهد جمال عبد الناصر، من مواليد قرية بجيرم مركز قويسنا محافظة المنوفية تخرج في الكلية الحربية وانضم إلى تنظيم الضباط الأحرار ليشارك في ثورة 23 يوليو 1952م.

## مؤهلاته
- بكالوريوس في العلوم العسكرية من الكلية الحربية المصرية.
- ماجستير العلوم العسكرية من كلية أركان حرب المصرية.
- ماجستير العلوم العسكرية من كلية القيادة والأركان الأمريكية وهي أرقى كلية قيادة يدخلها أجنبي من أبوين غير أمريكيين.
- ماجستير في الصحافة والترجمة والنشر من جامعة القاهرة.

## أهم المناصب
- مدرس في الكلية العسكرية، وأستاذ في كلية الأركان، ورئيس قسم الخطط في العمليات العسكرية بقيادة القوات المسلحة، وقد وضع خطة الدفاع عن بور سعيد، وخطة الدفاع عن القاهرة في حرب 56.
- قبل 67 كان نائبا لرئيس جهاز المخابرات العامة وبعد هزيمة 67 تولى رئاسة جهاز المخابرات.
- كان مستشارا للرئيس عبد الناصر للشؤون السياسية، ثم سفيرا في المغرب وبغداد.
- تولّى لفترة رئاسة الهيئة العامة للاستعلامات.[2]

تولّى منصب وزير الإرشاد القومي ثم وزيرا للدولة لشؤون مجلس الوزراء ثم جعل الرئيس عبد الناصر يختاره رئيسا للمخابرات العامة ووزيرا للحربية المصرية بعد نكسة حزيران 1967 في سابقة لم تعرفها مصر من قبل. وكانت غاية عبد الناصر من ذلك إعادة بناء القوات المسلحة المصرية بعيداً عن مراكز القوى التي ساهمت صراعاتها في حصول النكسة.

## ميلاده وتعليمه
من مواليد عام 1921 محافظة المنوفية. حصل على بكالوريوس العلوم العسكرية. ثم حصل على ماجستير العلوم العسكرية من الولايات المتحدة عام 1956 . ثم حصل على ماجستير في الترجمة والصحافة من كلية الآداب جامعة القاهرة.

## المناصب الذي تقلدها
- عُيِّن وزيراً للإرشاد القومي ( وزير الإعلام ) في الفترة من 1 أكتوبر 1965 وحتى 18 يونيو 1967.

## الخبرات الوظيفية
- من الضباط الأحرار الذين قاموا بثورة يوليو 1952.
- عمل مستشاراً لرئيس الجمهورية للشئون السياسية عام 1962.
- ثم سفير مصر في المغرب في نفس العام.
- ثم وزيراً للدولة لشئون مجلس الوزراء عام 1966.

## من مؤلفاتـــــــه
1. لعبة في الشرق الأوسط.
2. كيسنجر وإدارة الصراع الدولي.
3. الفرص الضائعة.

## أهم الإنجازات بعد النكسة
أشرف على عملية تدمير المدمرة الإسرائيلية إيلات بتاريخ 21 أكتوبر 1967.
وأشرف أيضا على عملية هائلة عرفت بعملية الحفار وذلك تيمناً باسم حفار النفط الإسرائيلي الذي تم تفخيخه وتدمير جزء كبير منه، جرى ذلك في 28 آذار مارس من عام 1968.،

## أحداث 15 مايو
[وفقًا لِمَن؟]، 

حيث تم خلالها اعتقال بعض القيادات الناصرية، هذا فيما أطلق عليها الرئيس السادات حينئذ ثورة التصحيح.
وبدأت هذه الأحداث، عندما استقال خمسة من أهم وزراء السادات وعلى رأسهم وزراء الحربية والداخلية والإعلام وبعد أقل من ثمان وأربعين ساعة كان السادات يلقي خطابا يعلن فيه اعتقال من سماهم بمراكز القوى ويروي قصة المؤامرة التي تعرض لها ومحاولة الوزراء المستقيلين إحداث فراغ سياسي في البلاد وقيام أعوانهم بالتجسس عليه بهدف إحراجه والتطاول عليه.
وقد مثل بالفعل هؤلاء الوزراء وآخرون معهم أمام محكمة استثنائية بتهمة محاولة قلب نظام الحكم وحكم على بعضهم بالإعدام لكن السادات خفف الحكم إلى السجن لمدد متفاوتة منهم من قضى المدة بأكملها وراء القضبان، ومنهم من أفرج عنه لأسباب صحية أو غير ذلك. وقد أفرج عنه بعدها ووضع تحت الحراسة ليعمل في البحث والتأليف والكتابة.

## مؤلفاته
له 25 مؤلفا باللغة العربية والإنجليزية وكتب في عدد من المطبوعات : «الأهرام والأهرام الأسبوعي والحياة والأهالي».
ومن مؤلفاته:
- كيف يفكر زعماء الصهيونية.
- الفرص الضائعة ( تحميل عادي ).
- 50 عاما من العواصف: ما رأيته قلته.
- حرب 1967: أسرار وخبايا.
- البيروسترويكا وحرب الخليج الأولي.
- زلزال عاصفة الصحراء وتوابعه.

## وفاته
توفي أمين هويدي في 31 أكتوبر 2009 في مستشفى وادي النيل بحدائق القبة، وشيعت جنازته بعد صلاة الظهر في جنازة عسكرية من مسجد القوات المسلحة بامتداد رمسيس. حضر الجنازة عدد من كبار قادة القوات المسلحة وكبار رجال الدولة وتلاميذه وأصدقائه وأسرته.